# Rakovnica
Rakovnica és un poble i municipi d'Eslovàquia. Es troba a la regió de Košice, a l'est del país. El 2017 tenia 580 habitants.

## Història
La primera referència escrita de la vila data del 1327.

## Demografia
| Godina             | 1994 | 2004   | 2014   | 2024   |
| ------------------ | ---- | ------ | ------ | ------ |
| Nombre de persones | 602  | 586    | 591    | 570    |
| Diferència         |      | −2,65% | +0,85% | −3,55% |

| Godina             | 2023 | 2024   |
| ------------------ | ---- | ------ |
| Nombre de persones | 577  | 570    |
| Diferència         |      | −1,21% |